# 大塚由美 (漫画家)
大塚 由美（おおつか ゆみ、6月21日 - 2024年4月14日 ）は、日本の漫画家。女性。血液型はO型。

## 経歴・人物
愛知県出身。『りぼんオリジナル』（集英社）1988年春の号に発表した「言葉にできない」でデビュー。1990年代の『りぼん』（同）や『りぼんオリジナル』にて作品を発表した。
代表作は『ペッパーズ探偵団』、『シュガーなお年頃』、『ピースな奴ら』、『ミルクとビタミン』など。
また「sarada」の名義でも活動していた。
2016年、乳がんにより左胸全摘。その後、2019年3月に多発性の骨転移が発覚し治療を開始。2020年2月の検査ではいくつかの影がなくなっていたものの、2021年に脊椎へ転移を確認。2022年3月には肝臓に転移しことがわかり、2024年1月からは緩和ケアを受けていた。
2024年4月14日に死去。訃報は自身の娘によって1ヶ月後の5月15日にXにて報告された。

## 作品リスト

### 漫画作品
- りぼん新人まんが傑作集 - 7色の季節（1989年4月19日）
- バブルガム☆KISS（1990年6月15日）
- XXマーチング（1991年4月20日）
- オリーブのほうれん草（1991年9月18日）
- ペッパーズ探偵団（1993年4月20日）
- ピースな奴ら 前・後（1993年11月20日 - 1994年5月18日）
- シュガーなお年頃（1995年4月19日）

『先生はワガママ』のタイトルでテレビドラマ化されている。
- 片想いコレクション 前・後（1995年12月12日 - 1996年6月19日）
- 日曜日にはパーティー（1997年1月19日）
- ミルクとビタミン 前・後（1997年7月20日 - 1997年12月14日）
- あっぷるパイン（1999年8月6日）
- ドロップ・キック 前・後（1998年9月19日 - 1999年11月20日）